# Carlos Mesa
Carlos Diego Mesa Gisbert (La Paz, 12 de agosto de 1953) es un político, periodista y redactor de historia boliviano. Fue presidente de la República de Bolivia desde el 17 de octubre de 2003 hasta su renuncia el 9 de junio de 2005, y vicepresidente desde el 6 de agosto de 2002 hasta el 17 de octubre de 2003 durante el segundo gobierno de Gonzalo Sánchez de Lozada (2003), siendo en esa gestión constitucional el presidente del Congreso Nacional de Bolivia.
En las elecciones generales de 2019 fue candidato a la presidencia de Bolivia por la alianza política Comunidad Ciudadana. Tras la anulación de la elección sobra la que existían denuncias de fraude y la crisis política consecuente, se postuló de nuevo como candidato en las elecciones generales de 2020 en las cuales perdió frente a Luis Arce, obteniendo el 28,8% de los votos.

## Nacimiento y juventud

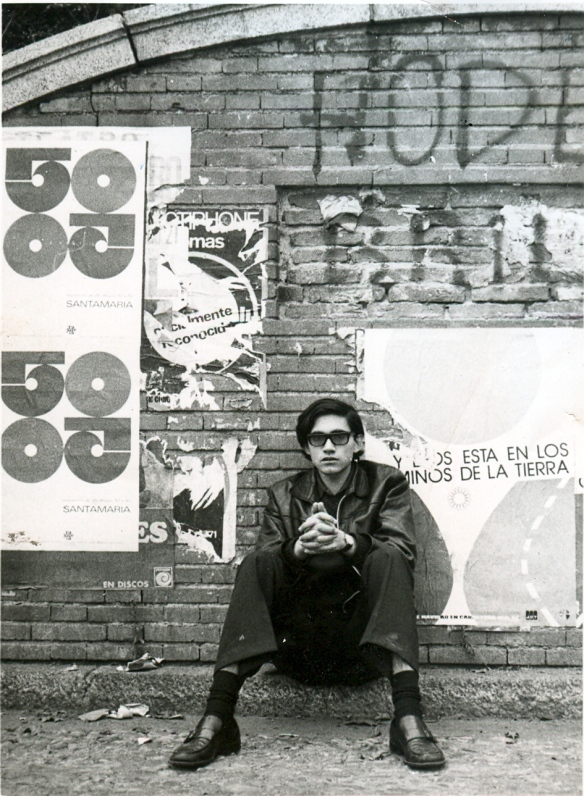
Mesa a los 18 años, 1971

Carlos Mesa nació el 12 de agosto de 1953 en La Paz. Es hijo de dos destacados arquitectos e historiadores bolivianos, José de Mesa y Teresa Gisbert.
Comenzó sus estudios escolares en 1959 en el colegio San Calixto de la ciudad de La Paz. Cursó un año de bachillerato (el 3º) en Madrid, España(1966-1967) en el colegio «San Estanislao de Kotska». Volvió a La Paz donde terminó sus estudios, saliendo bachiller el año 1970 en el Colegio San Calixto de Següencoma.

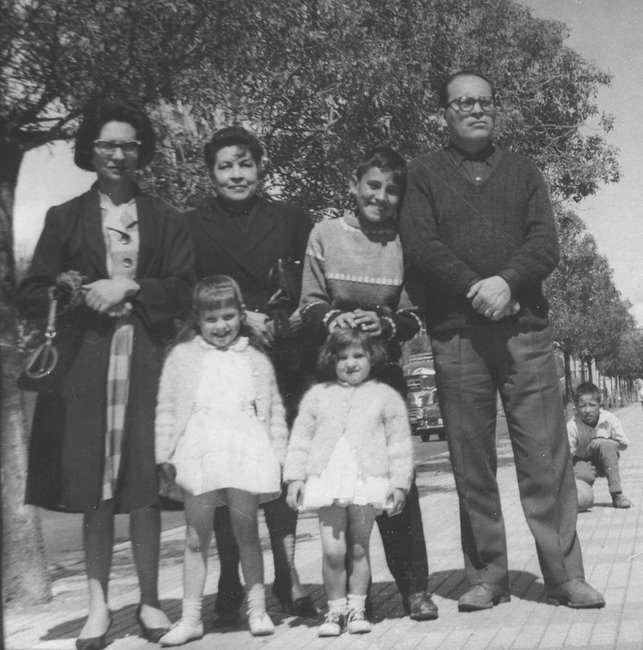
Mesa y su familia, 1965

En 1969,  Mesa fue pasante de radio Universo de La Paz, donde hizo sus primeras armas como periodista, tarea que luego desarrollaría en programas de las radios Méndez (1974) y Metropolitana (1976).
En 1970,  Mesa ingresó a las carreras de Ciencias Políticas y Letras de la Universidad Complutense de Madrid. Retornó a Bolivia, tres años después en 1973, para inscribirse en la Universidad Mayor de San Andrés (UMSA) en la carrera de Literatura, de la cual egresó en 1978.

## Carrera en el periodismo
Como periodista ha trabajado en radio, prensa y televisión. Inauguró un estilo de hacer periodismo que marcó una huella indeleble en Bolivia, hizo escuela y lo consagró como el periodista más importante de su generación.
Se desempeñó como subdirector del diario Última Hora (1982-1983), director de los canales América Televisión de  Bolivia, Telesistema Boliviano y ATB(1985-1990). En 1990 creó, junto a Ximena Valdivia, Mario Espinoza y Amalia Pando, la productora de noticias Periodistas Asociados Televisión (PAT)  que, dirigida por Mesa hasta noviembre de 2014 (exceptuando el periodo en el que ocupó la vicepresidencia y la presidencia del país), se convirtió en canal de televisión PAT.
Entre 1988 y 1990 integró el directorio de la Asociación de Periodistas de La Paz como Secretario General. Desde 1983 hasta 2002 condujo el programa de entrevistas De Cerca. Entre 1979 y 1985 trabajó como analista y comentarista en Radio Cristal junto a Lorenzo Carri.

### Premios por su labor periodística
Ha sido distinguido con importantes distinciones, como el premio Rey de España 1994 (junto a Mario Espinoza) uno de los galardones más importantes del periodismo iberoamericano, además del premio de la Fundación Manuel Vicente Ballivián (2000) y el Premio Nacional de Periodismo de Bolivia de 2012.
En 2012 fue profesor invitado en el Instituto Barcelona de Estudios Internacionales en Barcelona, en la materia de Relaciones Internacionales en América Latina. También se desempeñó en la docencia universitaria, entre los años 2013 y 2018, en la materia Historia de Bolivia, en la Universidad Católica Boliviana San Pablo.

## Carrera en el cine
Como cineasta, fundó junto a Pedro Susz Kohl y Amalia de Gallardo la Cinemateca Boliviana y la dirigió entre 1976 y 1985, realizó más de un centenar de documentales de carácter histórico junto a Mario Espinoza y Ximena Valdivia.
En 1995 fue productor ejecutivo del galardonado largometraje boliviano Jonás y la ballena rosada dirigido por Juan Carlos Valdivia y basado en la novela homónima de Wolfango Montes Vannuci.
Además, ha publicado tres libros sobre la historia del cine boliviano.

### Documentalista audiovisual
Su vocación cinematográfica se unió a la de investigador en la serie Bolivia siglo XX (estrenada en 2009, una historia contemporánea del país en 24 capítulos de una hora como promedio) y en el centenar de documentales televisivos que realizó. Es coautor con sus padres de la exitosa Historia de Bolivia (1997), libro que al 2019 llevaba ya once ediciones. Es miembro de la Academia Boliviana de  Historia y de la Sociedad Boliviana de Historia.

## Publicaciones

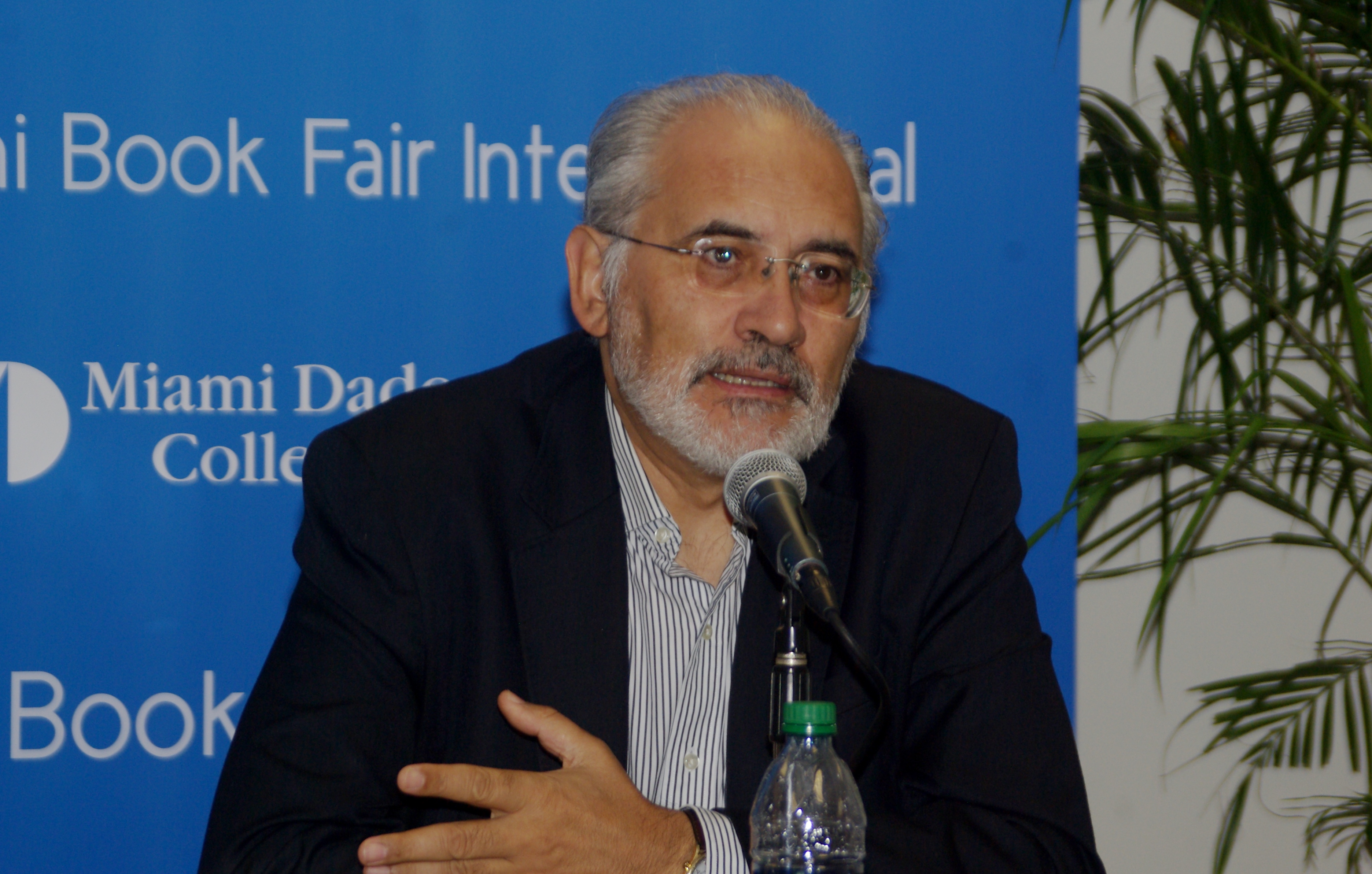
Mesa en la Feria Internacional del Libro de Miami, 2014 presentando el Soliloquio del Conquistador

### Libros que publicó
En 1979 publicó su primer libro, en obra colectiva, titulado Cine boliviano del realizador al crítico, también este mismo año publicó Relatos de una renuncia anunciada.
En 1982 publicó El Cine Boliviano según Luis Espinal. El libro repasa la personalidad del sacerdote, periodista y cineasta español nacionalizado boliviano, su compromiso político-religioso comprometido con los más pobres y sobre todo su fuerte vínculo con el cine boliviano, incluye las críticas que hizo a las películas más relevantes del periodo 1969-1979.
En 1983 publicó una de sus obras más conocidas, Presidentes de Bolivia entre urnas y fusiles.
En 1985 publicó una de los libros capitales de la historia del cine boliviano, Cine boliviano del realizador al crítico.
En 1991 publicó Un Debate entre Gitanos, sobre la entrevista más célebre en la historia del programa De Cerca, realizada al Ministro de Información del Gobierno de Jaime Paz Zamora, Mario Rueda Peña.
En 1993 publicó De Cerca Una Década de Conversaciones en Democracia, una selección de las entrevistas más destacables del programa de entrevistas De Cerca.
En 1994 publicó La Epopeya del Fútbol Boliviano, un recorrido completo, tanto en texto como en imágenes, de la historia del fútbol boliviano desde su nacimiento en 1896.
En 1995 publicó Territorios de Libertad, selecciona las columnas escritas por Mesa entre 1988 y 1995 bajo el denominativo de “Columna Vertebral”. A través de estas reflexiones se puede comprender el pensamiento del autor, su vocación humanista y democrática y su especial interés por la historia y la cultura bolivianas.
En 1997 publicó, junto a sus padres, el libro Historia de Bolivia. Con once ediciones, es el libro de referencia de la  historia general de Bolivia.
En 2000 publicó La Espada en la palabra, compendio que selecciona las columnas escritas por Carlos D. Mesa Gisbert entre 1995 y 2000 bajo el denominativo de Columna Vertebral.
En 2008 publicó Presidencia Sitiada. Por primera vez, un expresidente se atreve a escribir una memoria descarnada e íntima de su paso por el poder (2002-2005). Testimonio apasionado de uno de los momentos cruciales de la democracia contemporánea. Una radiografía del momento histórico y de los personajes que lo protagonizaron.
En 2008 publicó Un Gobierno de Ciudadanos. Un libro coordinado y  editado por el Ex presidente y escrito por las personalidades más destacadas del gobierno de Carlos Mesa donde hacen un balance de sus dos años de gestión.
En 2012 publicó La Paz Golf Club 100 Años de Historia, un  libro con fotografías de Patricio Crooker e imágenes de archivo que recorre el centenario de una de las instituciones deportivas más antiguas del país.
En 2013 publicó La Sirena y el Charango, Ensayo sobre el Mestizaje, un estudio sobre el tema del mestizaje en Bolivia. Hace énfasis en la importancia crucial del periodo colonial para comprender el nacimiento de la cultura mestiza en Bolivia.
En 2014 publicó Breve Historia de las Políticas Públicas en Bolivia, un sumario de las políticas públicas a lo largo de nuestra historia, desde la etapa prehispánica hasta la republicana de Bolivia.
En 2014 publicó Soliloquio del Conquistador, la primera novela de Mesa, donde relata un viaje hacia el Perú al día de la caída de Cajamarca, las peripecias de los hermanos Pizarro y en el horizonte la palabra del hijo mestizo de Hernán Cortés y Marina-Malinche.
En 2016 publicó Historia del Mar Boliviano,  un recorrido integral por la historia enfocado en el vínculo de Bolivia con el mar desde el periodo prehispánico hasta hoy. Además de hacer un seguimiento cronológico (periodo prehispánico, colonia y república), la obra tiene partes dedicadas al contexto de cada momento relevante de las complejas relaciones tanto con Chile como con el Perú. Se hace especial énfasis en la primera guerra con Chile (1836-1839), la Guerra del Pacífico, el Tratado de 1904 y toda la política exterior del país desde 1910 hasta la demanda presentada ante la Corte Internacional de Justicia de La Haya.
En 2017 publicó Bolivia 1982-2006 Democracia, un análisis histórico que busca una comprensión integral del proceso político 1982-2006, el verdadero momento de la conquista de la democracia en Bolivia.
En 2018 publicó junto a Pedro Susz, Alfonso Gumucio, Andrés Laguna y Santiago Espinoza Historia del Cine Boliviano 1897-2017. Se cuenta en estas páginas con una mirada totalizadora de 120 años de historia del séptimo arte boliviano.
En 2019 publicó La palabra y la trama, ensayos sobre literatura boliviana, es un compendio de ensayos escritos por Mesa a lo largo de más de cuatro décadas, tras su egreso de la carrera de literatura. El libro desarrolla una secuencia cronológica de los referentes fundamentales de la literatura boliviana desde el periodo colonial hasta el siglo XXI.

### Libros que coordinó
- El Salto al Futuro, La Paz 1995, edición de la Federación Boliviana de Fútbol, 220 pp. con il.
- La Paz 450 Años, La Paz 1998, edición de la H. Alcaldía Municipal de La Paz, dos tomos 264 y 332 pp. con il.
- Bolivia el Milenio, Cochabamba y Santa Cruz 1999, editorial Canelas y editorial El Deber, 263 pp. con il.
- El Libro Azul, la Demanda Marítima Boliviana, La Paz 2004, edición de la Presidencia de la República y el Ministerio de Relaciones Exteriores, 163 pp. con il.
- El Libro del Mar, La Paz 2014, edición del Ministerio de Relaciones Exteriores y la Dirección Estratégica de Reivindicación Marítima (DIREMAR), 158 pp. con il.

## Filantropía
Fue presidente de la Fundación Comunidad (2007-2014), organización que tiene como objetivo contribuir al fortalecimiento de las instituciones democráticas y los derechos humanos, y director general de la productora de televisión Plano Medio.

## Estadístico y dirigente deportivo
Entre 1981 y 1991 fue directivo y vicepresidente (1986) del Club Always Ready, tres veces campeón nacional de fútbol.
En 1996 formó parte de la comisión boliviana que logró la eliminación del veto de la FIFA a La Paz, por la defensa del derecho de Bolivia de jugar fútbol internacional en la altura.
Aficionado al fútbol, tiene con su hijo Borja Ignacio un blog sobre la historia de este deporte en Bolivia.

## Cargos públicos y vida política

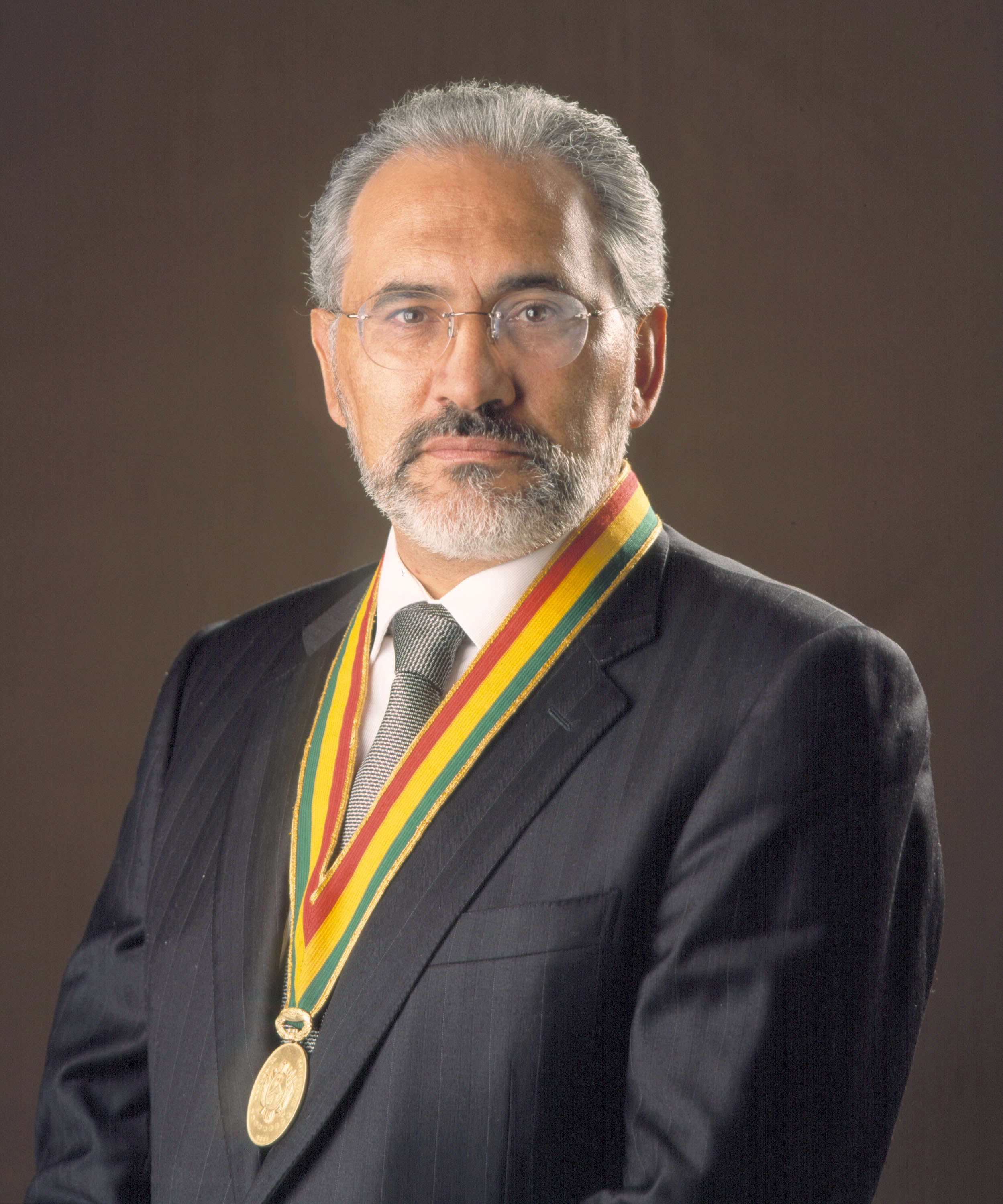
Carlos Mesa, como Vicepresidente de Bolivia (2002).

### Vicepresidente de la República
Incursionó en política por primera vez en 2002 como candidato a vicepresidente de Gonzalo Sánchez de Lozada, formando el binomio del Movimiento Nacionalista Revolucionario (MNR). El MNR ganó las elecciones por estrecha mayoría, lo cual lo obligó a hacer una alianza con el Movimiento de la Izquierda Revolucionaria (MIR). El descontento social, provocó una andanada de movilizaciones populares (enero, febrero y octubre de 2003), que culminó con la renuncia del presidente Gonzalo Sánchez de Lozada y la posterior investidura de Carlos Mesa Gisbert como sucesor constitucional el 17 de octubre de 2003. Esa crisis (septiembre-octubre de 2003) fue conocida en Bolivia como La guerra del gas.

### Presidente de Bolivia
Carlos Mesa asumió la presidencia de Bolivia a sus 50 años de edad.
Mesa gozó de popularidad durante su mandato por casi dos años (62% de respaldo como promedio), el cual cayó al 50% durante la crisis. Llevó a cabo un referéndum sobre el gas bajo la presión de varios sectores sociales. En política internacional, repuso ante Chile la demanda boliviana sobre el acceso libre y soberano al océano Pacífico, que perdió en la guerra de 1879. Durante su gobierno se reformó la Constitución Política del Estado, lo que fue precursor a la Asamblea Constituyente del año 2006, promovida por Evo Morales donde se cambió drásticamente la constitución de Bolivia. Durante los últimos meses de su gobierno recibió una presión constante de los movimientos sociales. Finalmente deja la presidencia el 9 de junio, después de redactar 3 cartas de renuncia y envuelto en una situación de crisis social y política.

### Vocero de la demanda marítima entre Bolivia contra Chile ante la CIJ (Haya)
En 2013 el gobierno de Evo Morales inició una demanda internacional ante la Corte Internacional de Justicia, con el objetivo de obligar a Chile a negociar una salida soberana al mar para Bolivia, basada en supuestos derechos expectaticios por compromisos previos. Al año siguiente, Morales invitó a Mesa a ser vocero de su país en la demanda marítima, quien aceptó la responsabilidad de explicar sus argumentos en los foros internacionales. Pero finalmente en 2018 la Corte Internacional de Justicia desestimó los once argumentos presentados por Bolivia y dictaminó una sentencia inapelable indicando que la Corte «no puede concluir que Chile tenga obligación de negociar el pleno acceso soberano» al océano Pacífico para Bolivia, siendo un duro revés para la imagen de Evo Morales, Carlos Mesa y su equipo.

## Carrera a la Presidencia

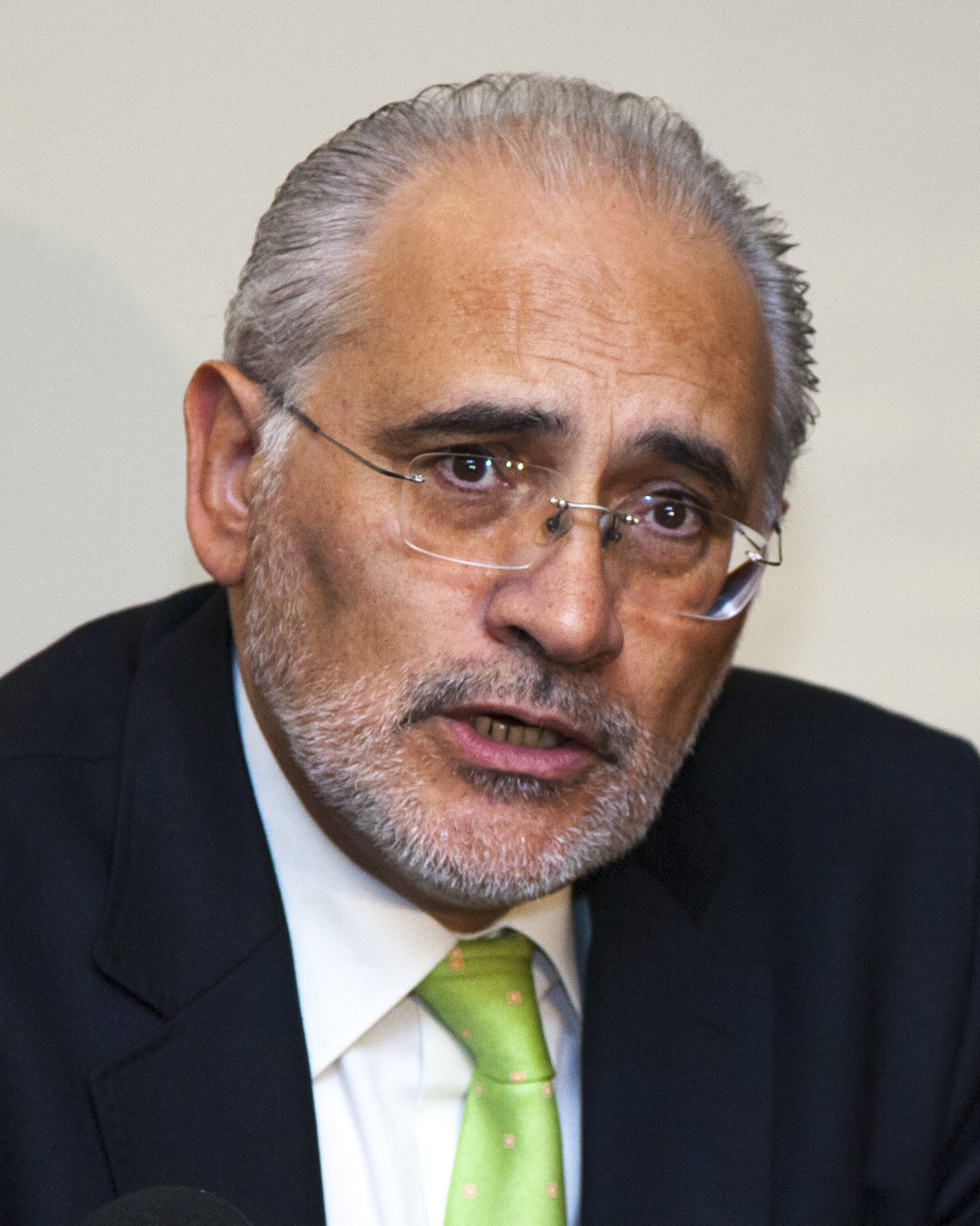
Carlos Mesa en 2019.

Mesa anunció el 6 de octubre de 2018 su candidatura presidencial para las elecciones de 2019 con el apoyo del Frente Revolucionario de Izquierda (FRI). para luego conformar la alianza con sectores de la sociedad civil, la agrupación Soberanía y Libertad (Sol.bo) del departamento de La Paz  y la agrupación TODOS del departamento de Tarija para conformar Comunidad Ciudadana, pero no resultaría electo.
El 27 de noviembre de 2018, Carlos Mesa presentó a Gustavo Pedraza como su acompañante a la vicepresidencia en las elecciones primarias de 2019.
Tras detectarse fraude según el informe de la OEA en las elecciones generales de Bolivia de 2019 que proclamó una victoria de Morales, mientras que Mesa y su coalición Comunidad Ciudadana acabaron en segundo lugar, generó una intensa protesta en todo el país, que solicitaban la repetición de las elecciones, y tras el pedido de renuncia de varios sectores incluidos las Fuerzas Armadas, renunció Evo Morales, el vicepresidente García Linera y todo su gabinete. El país entró en un proceso crítico sin una cabeza visible de gobierno ejecutivo, que llevó a la senadora del partido Movimiento Demócrata Social, Jeanine Áñez asumir la sucesión como presidenta interina de Bolivia luego de una sesión sin quorum suficiente, pero avalado por el TCP. La Asamblea Legislativa controlado por el MAS anuló las elecciones de 20 de octubre de 2019, eligió un nuevo Tribunal Supremo Electoral que anunció la realización de elecciones para mayo de 2020.
El 24 de enero de 2020, Mesa escribió en sus redes sociales. «Inscribimos a la Alianza Comunidad Ciudadana que participará en las elecciones de mayo. Firmeza, convicción y certeza frente a un desafío que de nuevo superaremos». luego de posponerse varias veces las elecciones a consecuencia de la pandemia de COVID-19, en octubre se celebró finalmente, en el que salió derrotado por el candidato del MAS, Luis Arce.

## Resultados electorales
|  | 22.46 % |

|  | 54.2 % |

|  | 36.51 % |

|  | 28.83 % |

## Filmografía
| Año  | Documental                                         | Director | Productor | Narración |        |
| ---- | -------------------------------------------------- | -------- | --------- | --------- | ------ |
| 2009 | La Conquista de la Democracia                      | Sí       | Sí        | Sí        | [ 30 ] |
| 2009 | 1986: La Marcha por la Vida                        | Sí       | Sí        | Sí        | [ 31 ] |
| 2009 | Los Hijos del Sol                                  | Sí       | Sí        | Sí        | [ 32 ] |
| 2009 | La Constitución                                    | Sí       | Sí        | Sí        | [ 33 ] |
| 2009 | Patiño: El Metal del Diablo                        | Sí       | Sí        | Sí        | [ 34 ] |
| 2009 | Gas: ¿Bendición o Maldición?                       | Sí       | Sí        | Sí        |        |
| 2009 | 1982-1989 Siles y Paz: Dos Destinos Contrapuestos  | Sí       | Sí        | Sí        | [ 35 ] |
| 2009 | Walter Guevara: La Razón o el Pragmatismo          | Sí       | Sí        | Sí        | [ 36 ] |
| 2009 | Che: Vidas y Muertes                               | Sí       | Sí        | Sí        | [ 37 ] |
| 2009 | El Golpe de García Mesa                            | Sí       | Sí        | Sí        | [ 38 ] |
| 2009 | "Tata" Barrientos                                  | Sí       | Sí        | Sí        | [ 39 ] |
| 2009 | Paz Estenssoro: La Politica, El Arte de lo Posible | Sí       | Sí        | Sí        |        |

## Obras
- Cine Boliviano, del realizador al crítico, coautor, Editorial Gisbert, La Paz, 1979.
- El cine Boliviano según Luis Espinal, Editorial Don Bosco, La Paz, 1982.
- Presidentes de Bolivia: entre urnas y fusiles, Gisbert, 1983.
- Manual de Historia de Bolivia, coautor con Humberto Vázquez Machicado, José de Mesa, Teresa Gisbert, Gisbert, 1983.
- La aventura del cine Boliviano 1952-1985, Gisbert, 1985.
- Un debate entre gitanos, con Mario Rueda Peña y aportes de Luis Ramiro Beltrán y Alfonso Gumucio; PAT, 1991.
- 'De cerca', una década de conversaciones en democracia, PAT, 1993.
- La Epopeya del Fútbol Boliviano 1896-1994 (pdf). PAT, La Paz, 389 pp. 1994.
- Territorios de libertad, PAT, 1995.
- Historia de Bolivia, con José de Mesa y Teresa Gisbert, Gisbert, 1997.
- La espada en la palabra, columnas escritas entre 1995 y 2000; Aguilar, La Paz, 2000.
- El vicepresidente, ¿la sombra del poder?, con Luis Ossio, Mariano Baptista, Mario Serrafero, José Antonio Rivera y Carlos Cordero; Biblioteca y Archivo del Congreso, 2003.
- Presidencia sitiada, memorias de su paso por el poder; Plural y Fundación Comunidad, 2008.
- La Paz Golf Club, 100 años de historia, 2012.
- La sirena y el charango, ensayo sobre el mestizaje, Editorial Gisbert y Fundación Comunidad, 2013.
- Breve historia de las políticas públicas en Bolivia, Gisbert, 2014.
- Soliloquio del conquistador, novela, Editorial EDAF y Universidad de Las Américas Puebla, 2014.
- La historia del mar Boliviano. El largo camino a casa, incluye los alegatos finales de Bolivia en la Haya en marzo de 2018, Editorial Gisbert, 2018.